# St. Paulus (Berlin)

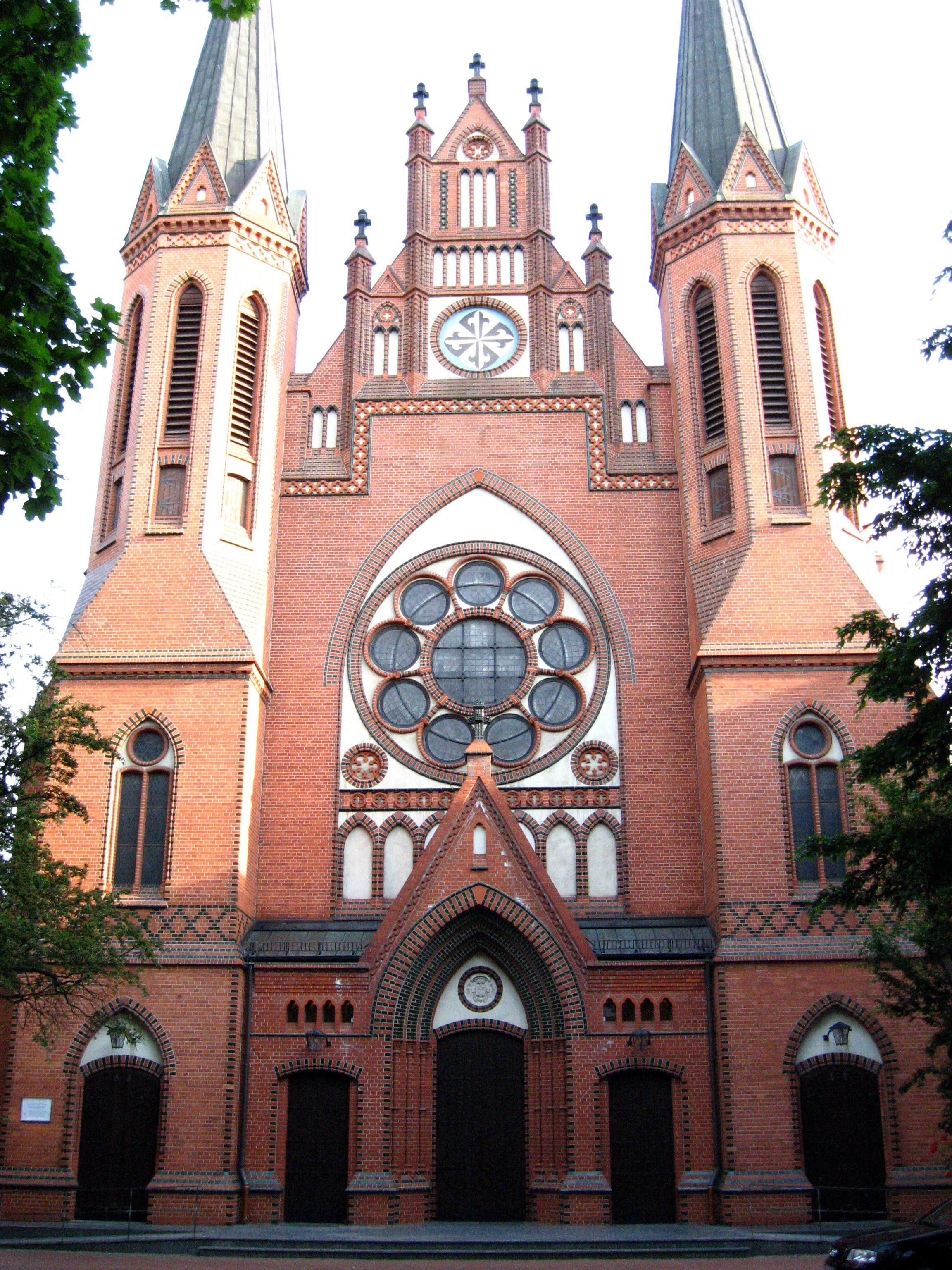
St. Paulus, Portalfront

Die Kirche St. Paulus ist die Pfarrkirche der gleichnamigen katholischen Gemeinde im Berliner Ortsteil Moabit des Bezirks Mitte an der Ecke Waldenserstraße (Haupteingang) und Oldenburger Straße (östliches Kirchenschiff und Pfarr- und Gemeindehaus). Sie ist zugleich eine Klosterkirche der Dominikaner. Das Kirchengebäude und das Pfarr- und Gemeindehaus sind eingetragen in die Denkmalliste des Landes Berlin.

## Geschichte

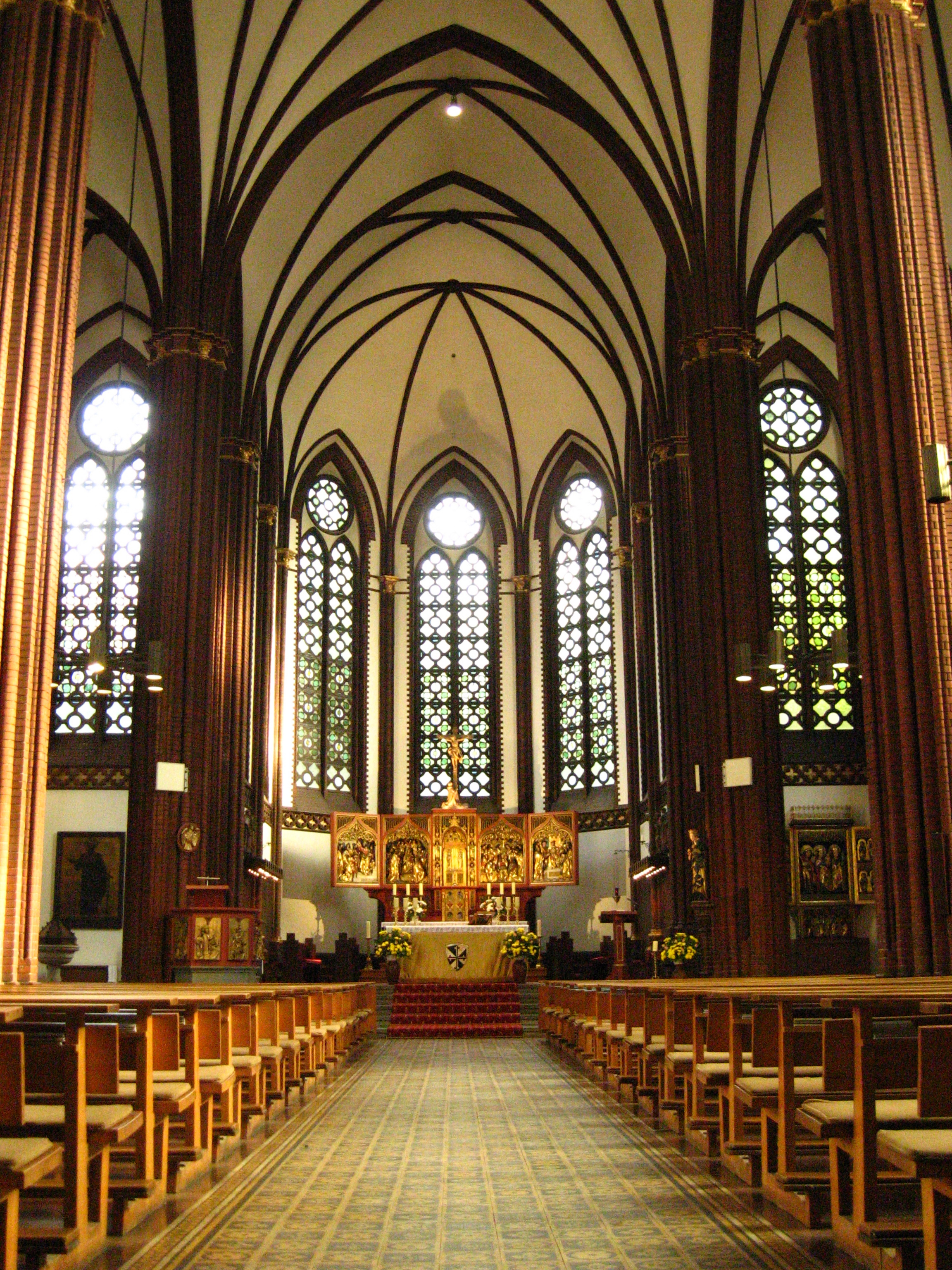
Inneres

### Vorgeschichte
Die Kirche St. Paulus ist ein Nachfolgebau einer gleichnamigen dreischiffigen Kapelle, die am 4. August 1869 eingesegnet worden war. Zuvor hatten auf dem Grundstück Wohnhäuser und eine Kesselschmiede gestanden, aus letzterer entstand unter der Leitung des Baumeisters Carl Niermann das kirchliche Gebäude. Das Wohngebäude für die neu gegründete Dominikanerkommunität wurde am 29. September 1869 bezogen. Die Kapelle diente der Seelsorge in Moabit, die Dominikaner betreuten im Weiteren noch Lazarette und unterrichteten in einem Waisenhaus.

### „Moabiter Klostersturm“
Die Einweihung von St. Paulus wurde in Berlin mit Kritik und Unmut begleitet. Am 16. August 1869 wurde die Kirche bei Unruhen, dem Moabiter Klostersturm, beschädigt.

### Kulturkampf und weitere Entwicklung
Infolge des Kulturkampfes wurde das Kloster zum 1. Dezember 1875 von den Dominikanern geräumt. Das Grundstück war zuvor schon an einen privaten Eigentümer verkauft worden, dessen Mieter es zu diesem Datum in Besitz nahm. Die Kapelle konnte jedoch, mit Einverständnis des Mieters, für kirchliche Zwecke weiter genutzt werden. Nach Beendigung des Kulturkampfes wurde die Wiedererrichtung einer Dominikanerniederlassung unter Auflagen genehmigt.
Wegen eines Zuwachses der katholischen Bevölkerung wurde die Kapelle durch eine größere Kirche ersetzt. Die Grundsteinlegung war am 24. Juni 1892, der Propst Joseph Jahnel, Fürstbischöflicher Delegat für Brandenburg und Pommern, weihte die Kirche am 24. Oktober 1893.

## Baubeschreibung

### Gebäude
Die mit rötlichem Backstein gebaute Kirche ist eine dreischiffige Hallenkirche im Stile der Spätgotik. Sie wurde durch den Architekten Engelbert Seibertz in den Jahren 1892/1893 errichtet. An das von drei Jochen gegliederte Langhaus ist das seitlich um ein Joch herausragende Querschiff angefügt. Die Sakristei ist an der Westseite angebaut, über dieser befindet sich eine Hauskapelle und, seitlich anschließend, das Wohngebäude des Dominikanerklosters.
Der Eingang im Hauptportal wurde anlässlich einer Außensanierung 1987 umgebaut und besteht aus drei Türen, deren mittlere als größere Haupttüre ausgelegt und durch einen eigenen Giebel herausgehoben wird. Das Portal wird seitlich abgeschlossen durch zwei je 45 Meter hohe Kirchtürme. Die Spitzen der beiden Kirchtürme zieren kein Kreuz oder Wetterhahn, sondern vier vergoldete Blumenstängel, die mit ihren Blüten in die vier Windrichtungen weisen, und einer senkrecht stehenden Blume gleicher Art – sein Alter und dessen Erschaffer unbekannt, wiederholt dieser florale Schmuck vermutlich die auch im Giebel zwischen den Türmen sowie über dem Hauptportal sichtbaren Lilienkreuze bzw. das Wappen der Dominikaner.

### Innenraum
In dem nach Süden ausgerichteten Chor befinden sich der Zelebrationsaltar, die Kanzel und das Chorgestühl. An der linken Seite des Chors steht das neugotische Taufbecken, rechts ein Apostelaltar mit Figuren aus dem 15. Jahrhundert.
Der Innenraum der Kirche ist im Zuge des Wiederaufbaus neu gestaltet worden, auf die frühere farbige Ausmalung der Gewölbe und Wände mit Ornamenten und Pflanzenranken wurde verzichtet. Erhalten geblieben sind die Bodenfliesen in Langhaus und Querschiff und die Weihwasserbecken am Eingang.
Der weite Innenraum ist geprägt vom Kontrast der hohen, backsteinsichtigen Säulen, deren Dienste sich in das Kreuzrippengewölbe fortsetzen, zu den weiß gefassten Wandflächen.

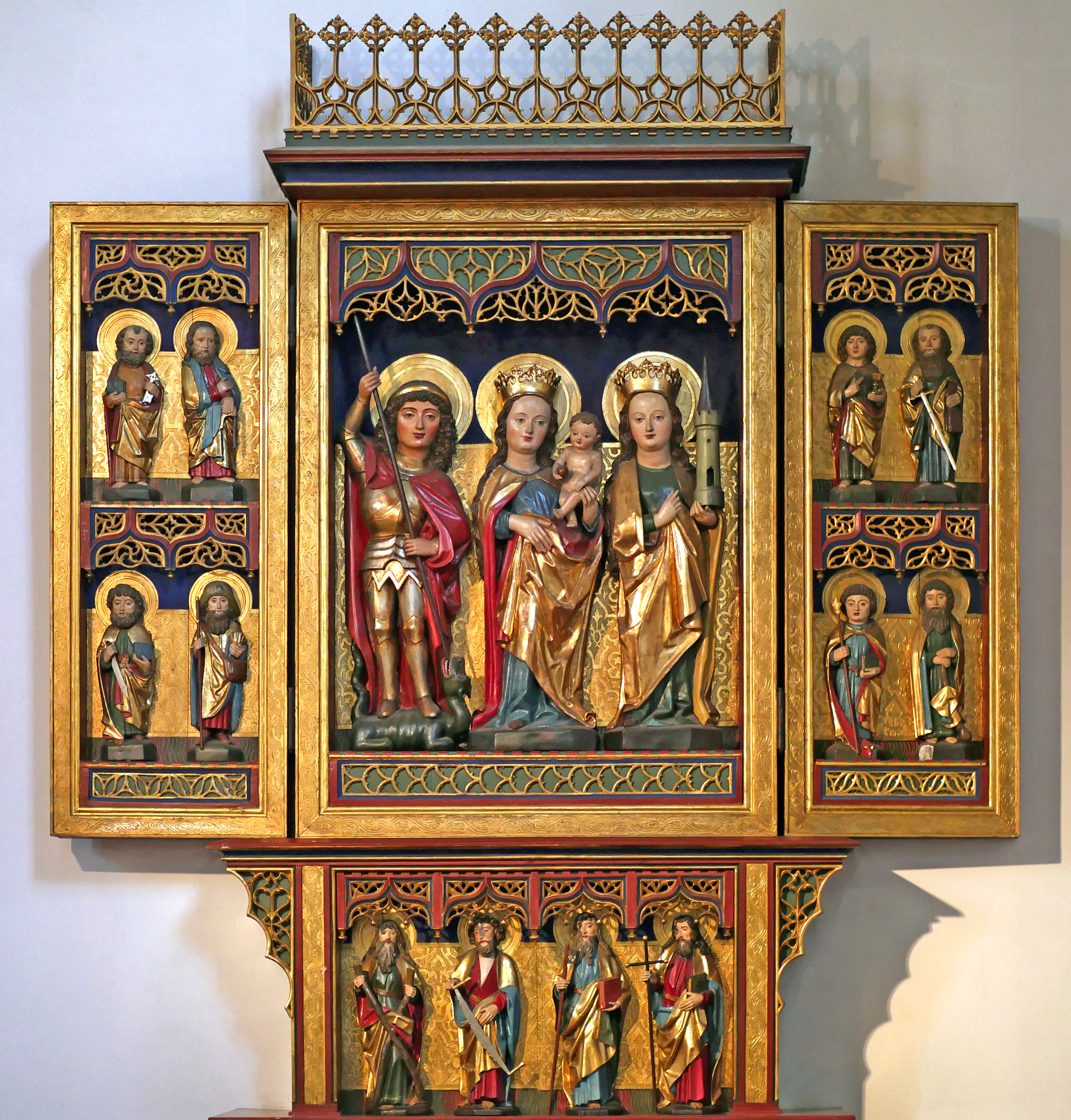
Apostelaltar aus dem 15. Jahrhundert
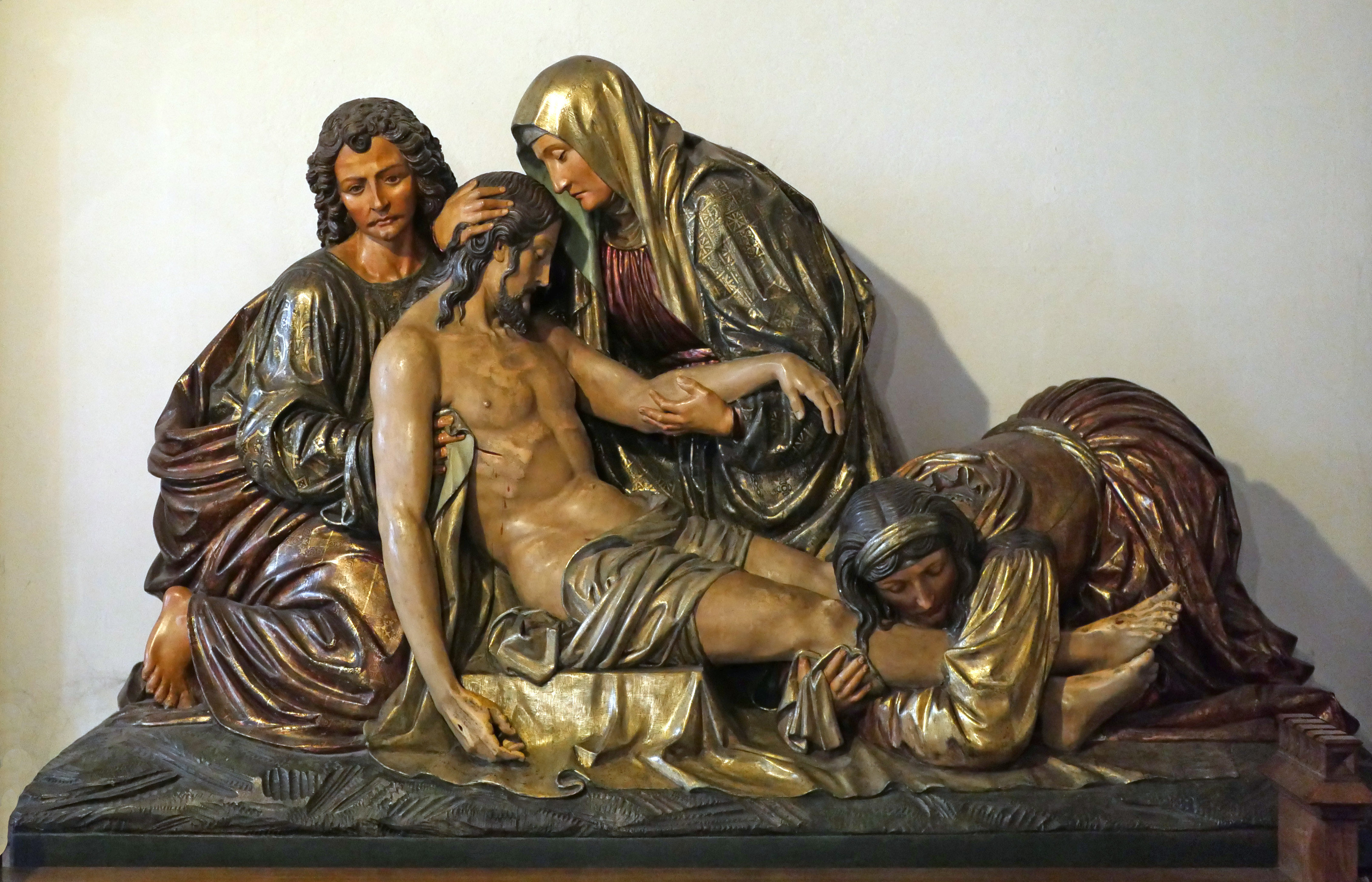
Grablegungsgruppe im Vorraum
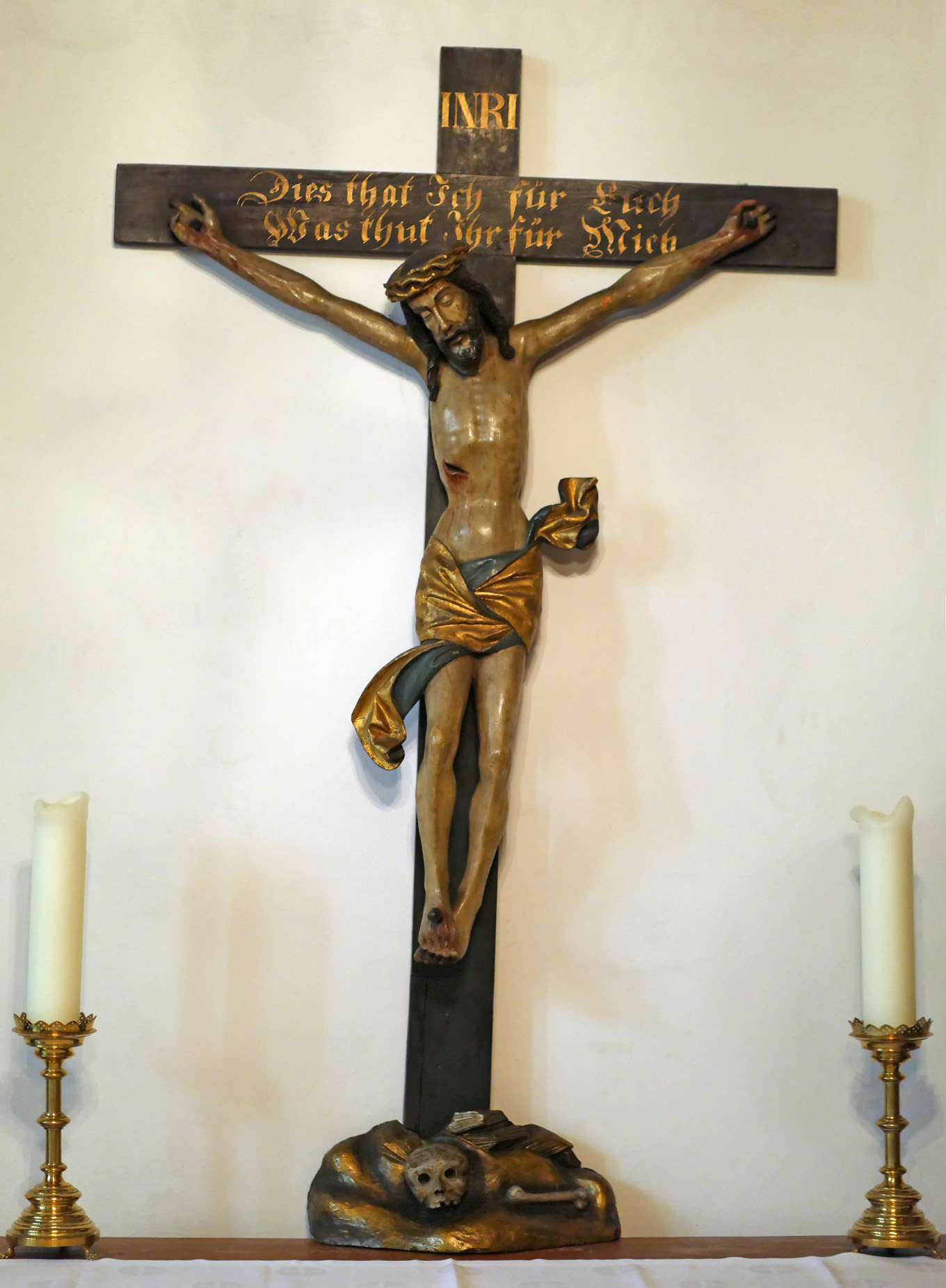
Kruzifix im rechten Seitenschiff

### Heilige Pforte

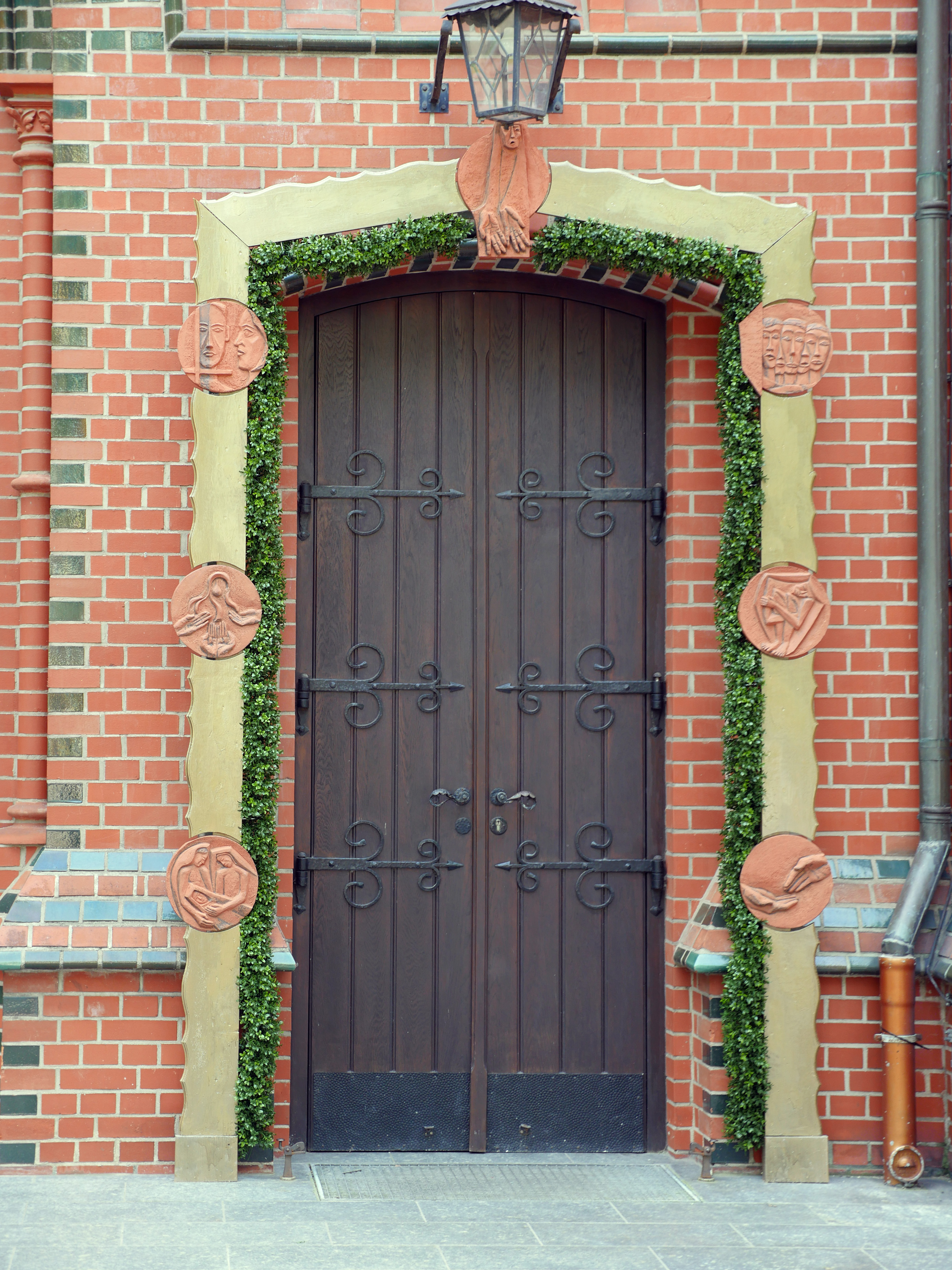
Heilige Pforte, 2016

Das von Papst Franziskus am 8. Dezember 2015 ausgerufene Heilige Jahr der Barmherzigkeit wird in vielen Diözesen in besonderem Gedenken an die Umkehr und das Dasein als Pilger gefeiert, da der Papst gewünscht hatte, dass dieser Brauch nicht nur in der Vatikanstadt, sondern von möglichst vielen Katholiken in der ganzen Welt vollzogen werden kann. Im Erzbistum Berlin wurde zu diesem Zweck an der Pfarrkirche Sankt Paulus eine Heilige Pforte eingerichtet, die bis Anfang November 2016 durchschritten werden konnte.
Die Heilige Pforte wurde am 17. Januar 2016 durch Erzbischof Heiner Koch eröffnet. Bei der Eröffnung wurden die Psalmvers 118, 19 und 20 gesprochen: „Öffnet mir die Tore zur Gerechtigkeit, damit ich eintrete, um dem Herrn zu danken. Das ist das Tor zum Herrn, nur Gerechte treten hier ein“. Das Durchschreiten der Heiligen Pforte sollte die Bereitschaft der Pilger symbolisieren, das Anliegen des Heiligen Jahres umzusetzen und sich notleidenden Menschen zuzuwenden. Die Heilige Pforte war mit sieben kreisrunden Reliefs verziert worden, die die sieben Werke der Barmherzigkeit darstellen. Am 6. November 2016 wurde die Heilige Pforte feierlich geschlossen.

### Orgel

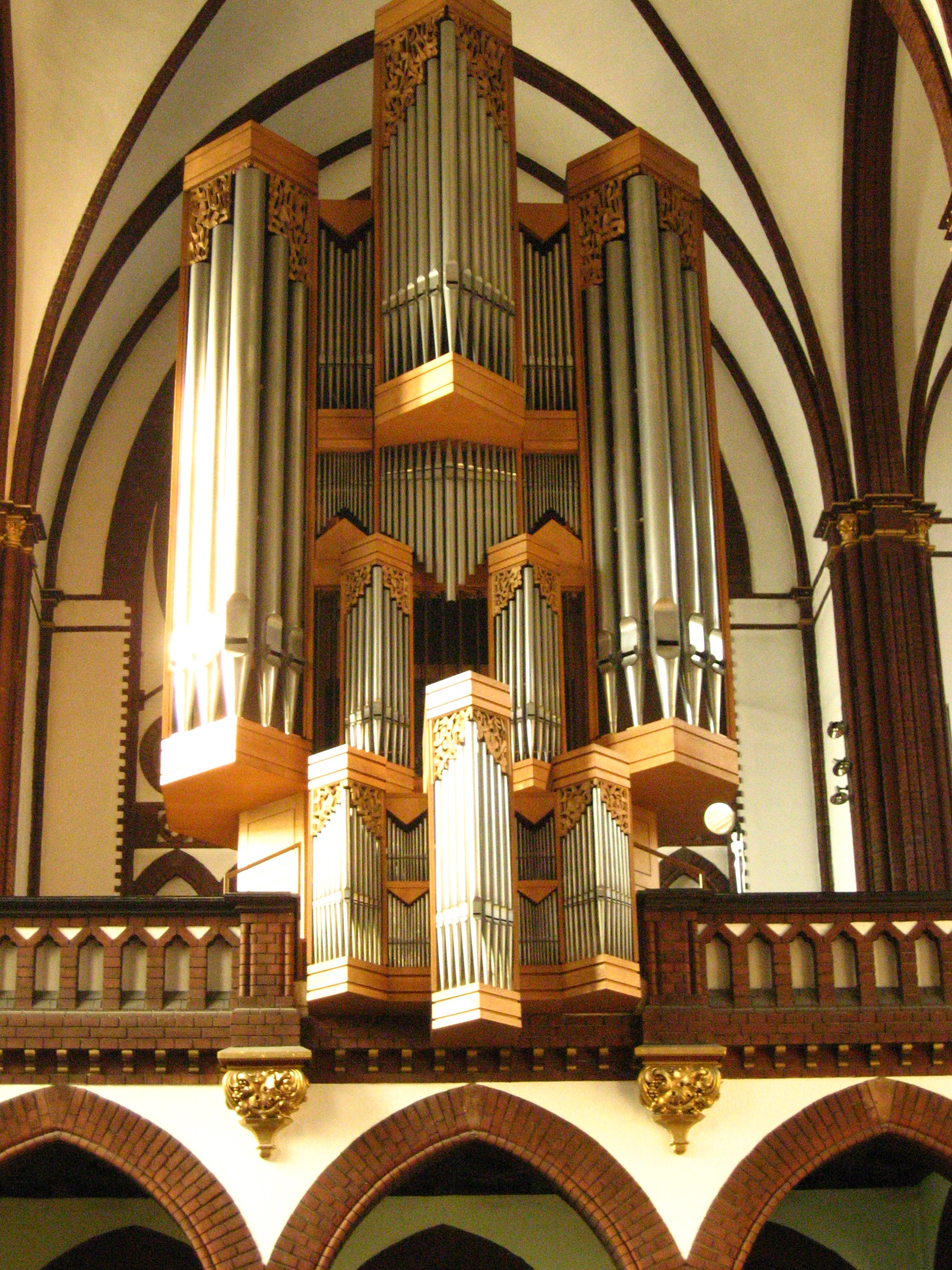
Orgel

Die Kirche wurde 1901 mit einer Orgel von Franz Eggert (Paderborn) ausgestattet, die drei Manuale und 36 Register besaß. 1975 wurde sie ersetzt durch eine neue Orgel der Firma Gebr. Oberlinger Orgelbau mit 48 Registern auf drei Manualen und Pedal, die wie folgt disponiert sind: 2009 wurde das Instrument durch Orgelbau Schuke renoviert und mit einer neuen Setzeranlage ausgestattet.
| I Rückpositiv C–g3 |        |
| Holzgedackt        | 08′    |
| Quintatön          | 08′    |
| Principal          | 04′    |
| Spitzflöte         | 04′    |
| Octave             | 02′    |
| Gemshorn           | 02′    |
| Quinte             | 01 ⁄3′ |
| Sesquialter II     |        |
| Cymbel IV          |        |
| Cromorne           | 08′    |
| Cymbelstern        |        |
|                    |        |
| Tremulant          |        |

| II Hauptwerk C–g3  |        |
| Gemshorn           | 16′    |
| Praestant          | 08′    |
| Rohrflöte          | 08′    |
| Octave             | 04′    |
| Gedacktflöte       | 04′    |
| Quinte             | 02 ⁄3′ |
| Superoctave        | 02′    |
| Blockflöte         | 02′    |
| Cornett IV         |        |
| Mixtur V–VII       |        |
| Klingend Cymbel IV |        |
| Fagott             | 16′    |
| Trompete           | 08′    |
| Clairon            | 04′    |

| III Schwellwerk C–g3 |         |
| Pommer               | 16′     |
| Holzprincipal        | 08′     |
| Bourdon              | 08′     |
| Saliconal            | 08′     |
| Unda maris           | 08′     |
| Octave               | 04′     |
| Koppelflöte          | 04′     |
| Nazard               | 02 ⁄3′  |
| Waldflöte            | 02′     |
| Terz                 | 01 3⁄5′ |
| Septime              | 01 ⁄7′  |
| Sifflöte             | 01′     |
| Fourniture V         |         |
| Dulcian              | 16′     |
| Oboe                 | 08′     |
|                      |         |
| Tremulant            |         |

| Pedal C–f1     |     |
| Principalbass  | 16′ |
| Subbass        | 16′ |
| Octavbass      | 08′ |
| Pommer         | 08′ |
| Spitzoctave    | 04′ |
| Nachthorn      | 02′ |
| Pedalmixtur VI |     |
| Posaune        | 16′ |
| Trompete       | 08′ |

- Koppeln: II/II; III/II; III/I; I/P; II/P; III/P.
- Spielhilfen: Freie Kombinationen.

### Glocken
Die Kirche verfügt über ein fünfstimmiges Bronzegeläut, das 1958 durch Feldmann & Marschel in Münster gegossen wurde.
| Nr. | Name                    | Schlagton | Gussjahr | Glockengießerei     | Gewicht (kg) | Durchmesser (cm) | Höhe (cm) | Inschrift                                  |
| --- | ----------------------- | --------- | -------- | ------------------- | ------------ | ---------------- | --------- | ------------------------------------------ |
| 1   | St. Paulus              | e'        | 1958     | Feldmann & Marschel | 1000         | 120              | 103       | VERHERRLICHT CHRISTUS IM LEBEN UND IM TOD. |
| 2   | Königin des Friedens    | fis'      | 1958     | Feldmann & Marschel | 0700         | 110              | 091       | BETET, BEKEHRET EUCH MIT BUSSE.            |
| 3   | St. Dominicus           | g'        | 1958     | Feldmann & Marschel | 0580         | 103              | 082       | FÜR DIE WAHRHEIT SCHLÄGT LAUT MEIN HERZ.   |
| 4   | St. Katharina von Siena | a'        | 1958     | Feldmann & Marschel | 0380         | 090              | 075       | NUTZET DIE ZEIT, SIE WARTET NICHT.         |
| 5   | St. Hyazinth            | h'        | 1958     | Feldmann & Marschel | 0280         | 077              | 067       | DAS ALLE EINS SEIEN.                       |

## St. Paulus als Gemeindekirche
Nach Abstimmung der Interessen verschiedener Gemeinden und des Klosters wurde am 1. Oktober 1895 den Dominikanern die Pfarrseelsorge für Moabit übertragen. Die Gemeinde umfasste in der Folgezeit rund 30.000 Mitglieder. Das Gemeindegebiet wurde aufgeteilt, 1910 die Pfarrei St. Laurentius, 1926 die Pfarrei St. Ansgar abgetrennt. Zum 1. Januar 2019 fusionierte die Pfarrei St. Paulus mit weiteren Pfarreien im Raum Tiergarten-Wedding zur Pfarrei St. Elisabeth. Die Dominikaner betreuen seitdem auch die anderen Gemeindekirchen St. Aloysius, St. Joseph, St. Laurentius, St. Ansgar, St. Petrus und St. Sebastian.
Die Kirche dient (Stand: 2025) als Gemeinde- und Klosterkirche, die Mönche des Dominikanerklosters arbeiten als Gemeindepfarrer. Seit der Profilierung der einzelnen Teil-Gemeinden liegt hier der Seelsorgeschwerpunkt auf Kinder, Jugend, Junge Erwachsene und Familien. Zudem wird das Dominikanerkloster als Bildungsstätte genutzt.

## Aufnahmen/Tonträger
- Die Oberlinger-Orgel der Dominikanerkirche St. Paulus Berlin. 2010, Jubal (CD) (Heiko Holtmeier spielt Marchand, Böhm, Bach, Haydn, Mendelssohn, Ritter, Boellmann, Widor und Holtmeier).